# Exocentrus politus
Exocentrus politus är en skalbaggsart som beskrevs av Holzschuh 1995. Exocentrus politus ingår i släktet Exocentrus och familjen långhorningar. Inga underarter finns listade i Catalogue of Life.